# Moron distigma
Moron distigma – gatunek chrząszcza z rodziny kózkowatych i podrodziny zgrzypikowych. Jedyny przedstawiciel rodzaju Moron.

## Zasięg występowania
Gatunek ten występuje na Borneo.